# Fort Steilacoom
Fort Steilacoom wurde 1849 von der U.S. Army in der Nähe von Lake Steilacoom gegründet. Es gehörte zu den ersten militärischen Niederlassungen der Vereinigten Staaten nördlich des Columbia River im heutigen Bundesstaat Washington. Das Fort wurde aufgrund der zivilen Unruhen wegen des Massakers an der Whitman-Mission 1847 errichtet.
Am 29. Oktober 1855 attackierten Indianer vom Stamm der Nisqually weiße Siedler des Gebietes, weil sie mit den Ergebnissen des Treaty of Medicine Creek unzufrieden waren, der ihnen im Jahr zuvor aufgezwungen worden war; insbesondere waren sie darüber erzürnt, dass ihnen in der zugeteilten Reservation die traditionellen Fischereirechte beschnitten wurden. Das Fort war während des „Indianerkrieges“ von 1855 bis 1856 Hauptquartier des 9. Infanterieregiments. Im Verlauf des Konflikts wurde der Colonel der Freiwilligen Abram Benton Moses getötet. Zum Abschluss des Krieges brachte der Gouverneur des Territoriums, Isaac Stevens, den Häuptling der Nisqually, Chief Leschi, wegen Moses’ Tod vor Gericht, der bei einem Scharmützel am 31. Oktober 1855 bei Connell’s Prairie überwältigt wurde.
Weil Moses in der Schlacht fiel, wies die US Army die Vollstreckung des Todesurteils im Fort Steilacoom zurück und betrachtete den Häuptling als Kriegsgefangenen. Die Legislative des Territoriums verabschiedete daraufhin ein Gesetz, das Leschis Exekution durch Zivilbehörden erlaubte. Am 19. Februar 1858 wurde Leschi am Ort des heutigen Lakewood gehängt. Er wurde 2004 rehabilitiert.
Fort Steilacoom wurde als Militärposten 1868 stillgelegt. Das Washington Territory widmete das Fort 1871 zur Nervenheilanstalt um, wobei die Baracken sowohl Patienten als auch Angestellten als Unterkünfte dienten. Fort Steilacoom ist heute das Western State Hospital.
Vier Häuschen des Forts sind an dem Ort verblieben und dienen als lebendes historisches Museum. Der Friedhof des Postens ist gleichfalls erhalten und beherbergt die Grabstätten von Zivilisten aus der Fort-Ära. Alle bekannten militärisch Bestatteten wurden in den 1890er Jahren auf den San Francisco National Cemetery umgebettet.